# Paraphysornis

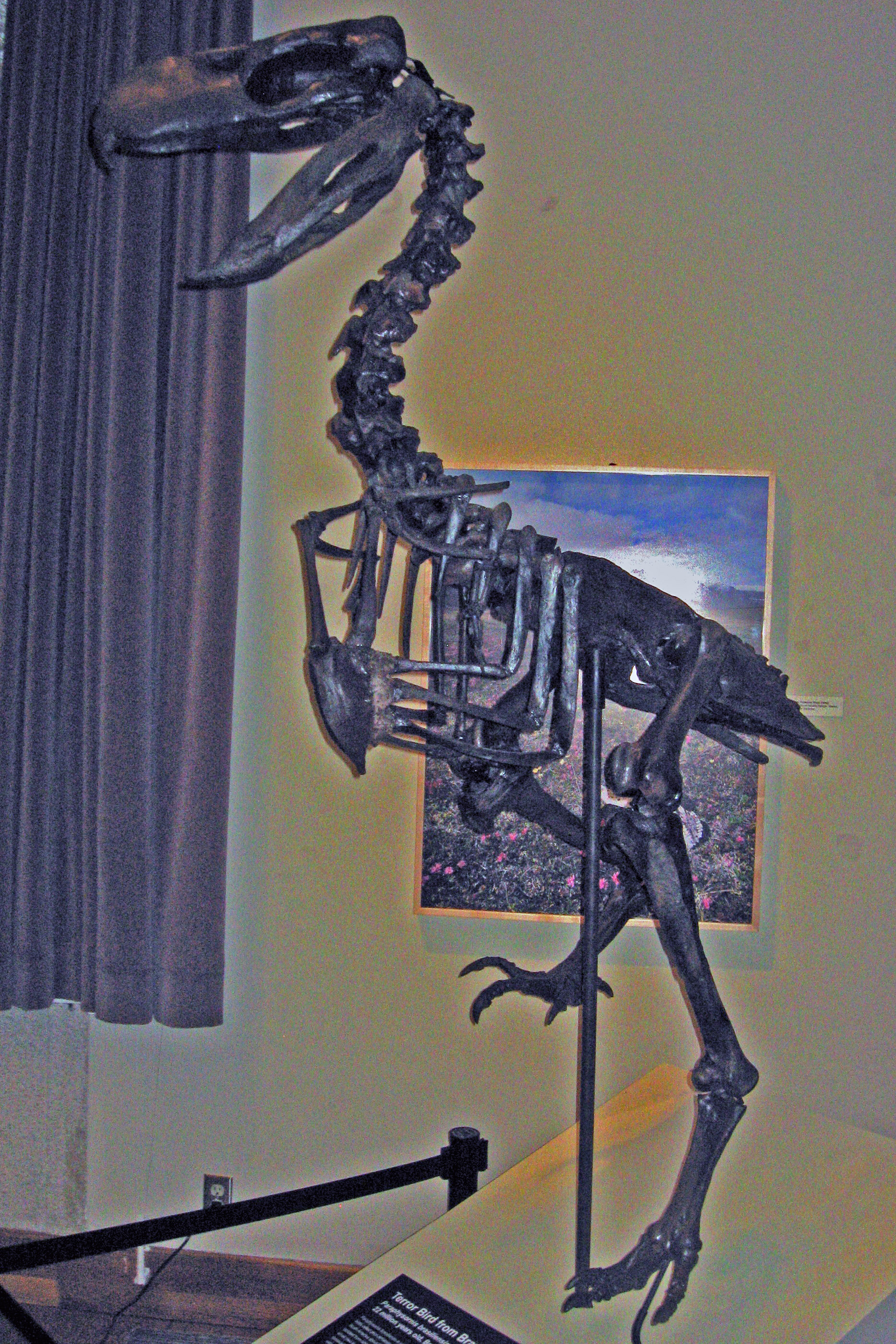
Paraphysornis brasiliensis

Paraphysornis é membro de uma família denominada popularmente de Aves do Terror devido sua natureza predatória,que lhes conferiram o status de predadores dominantes durante o Brasil Pliocénico. Os seus poucos competidores durante a maior parte da sua existência foram algumas espécies de carnívoros marsupiais e o smilodon.
Um dado evolucionário interessante desta família de aves predadoras é que suas asas estariam se desenvolvendo, evoluindo para um tipo de mão primitiva. Na espécie Titanis seus ossos se voltavam para a frente forçando o animal a manter seus braços para a frente com as palmas voltadas para dentro. Os dedos provavelmente possuíam uma garra que poderia ter sido usada para um melhor manuseio das suas vítimas. Alguns cientistas consideram estas aves como sendo parte de um ramo de dinossauros terópodes sobreviventes a extinção cretácea. Ou seja, há 22 milhões de anos, durante o Plioceno, corriam pelas terras do que hoje é o Brasil criaturas semelhantes aos dromeosaurídeos do cretáceo. Predadores bípedes, com garras e apetites vorazes. Sem caudas longas ou dentes afiados, porém tão agressivos quanto seus ancestrais.
Na cidade de Taubaté, no estado de São Paulo, no Museu de História de Taubaté, esta em exposição o esqueleto quase completo de Paraphysornis brasiliensis. Este esqueleto em exposição é o que fora originalmente descoberto e descrito por Herculano Alvarenga em 1982.

## A descoberta
A descrição da espécie tem como base o esqueleto quase integralmente recuperado procedente dos sedimentos terciários da Bacia de Taubaté no município de Tremembé Seu descobridor em reportagem para o site Globo, posa frente ao Paraphysornis tendo a mão o crânio de um Velociraptor. Para Herculano Alvarenga, Paraphysornis brasiliensis foi sua principal descoberta.
Muitas réplicas deste fóssil foram feitas e enviadas para diversas partes do mundo, incluindo Estados Unidos,  Japão e Austrália sendo que a peça original permanece no Brasil.
Um exemplar feito em concreto, em tamanho real e quase três toneladas de peso, pode ser admirado no Museu Histórico e Cultural Laurindo de Paula de Tremembé, A obra foi cedida por uma ateliê “Art's Manfredini” artista local, e é uma estátua que retrata o animal.